# Pine Knot (Kentucky)
Pine Knot es un lugar designado por el censo (en inglés, census-designated place, CDP) situado en el condado de McCreary, Kentucky, Estados Unidos. Según el censo de 2020, tiene una población de 1380 habitantes.

## Geografía
La localidad está ubicada en las coordenadas 36°39′56″N 84°26′23″O / 36.66556, -84.43972. Según la Oficina del Censo, tiene una superficie total de 16.75 km², de los cuales 16.59 km² corresponden a tierra firme y 0.16 km² están cubiertos de agua.

## Demografía
Según el censo de 2020, hay 1380 personas residiendo en la localidad. La densidad de población es de 83.18 hab./km². El 90.58% de los habitantes son blancos, el 3.55% son afroamericanos, el 0.22% son amerindios, el 0.58% son asiáticos, el 0.07% es isleño del Pacífico, el 1.09% son de otras razas y el 3.91% son de una mezcla de razas. Del total de la población, el 2.10% son hispanos o latinos de cualquier raza.